# Sureshot
Sureshot – dwudziesty szósty singel oraz utwór niemieckiego DJ-a i producenta – Tomcrafta, wydany 27 marca 2005 (dokładnie dwa miesiące po wydaniu poprzedniego singla Dirty Sanchez) w Niemczech przez wytwórnię Kosmo Records (wydanie 12"). Niecały rok później, 3 kwietnia 2006 wytwórnia Sony BMG Music wydała drugą wersję singla (CD i 12"), która jest uzupełniona o nagrania utworu we współpracy z niemieckim raperami - Sido i Tai Jasona. Wersja druga jest faktycznym dwudziestym dziewiątym singlem Tomcrafta (jako singel zawierający inną wersję utworu).
Utwór pochodzi z trzeciego albumu Tomcrafta – Hyper Sexy Conscious (drugi i piąty singel z tej płyty). Na singel w pierwszej wersji składa się tylko utwór tytułowy w trzech wersjach (12"). Z kolei wersja druga zawiera pięć wersji utworu tytułowego wraz z dwoma materiałami filmowymi (CD) oraz, w przypadku wersji 12" dwa utwory: Sureshot i Bloated – każdy w trzech wersjach.

## Lista utworów

### Wersja 1. (12")
1. Sureshot (Original) (5:15)
2. Sureshot (Moonbootica Remix) (6:18)
3. Sureshot (Thomas Schumacher Re-Edit) (6:23)

### Wersja 2.

#### CD
1. Sureshot (Radio Mix) (3:05)
2. Sureshot (Clubmix) (5:16)
3. Sureshot (Moonbootica Remix) (6:17)
4. Sureshot (Lützenkirchen Remix) (6:41)
5. Sureshot (Thomas Schumacher Re-Edit) (6:21)

Sureshot (Video) (3:10) (Video)
Sureshot (Making Of) (6:03) (Video)

#### 12"
1. Sureshot (Radio Edit) (3:05)
2. Sureshot (Instrumental) (3:05)
3. Sureshot (Accapella) (2:14)
4. Bloated (Original) (4:56)
5. Bloated (Instrumental) (5:02)
6. Bloated (Accapella) (1:57)